# Testicularia africana
Testicularia africana är en svampart som beskrevs av Vánky & Piatek 2006. Testicularia africana ingår i släktet Testicularia och familjen Anthracoideaceae.   Inga underarter finns listade i Catalogue of Life.